# Цзяолайхэ
Цзяолайхэ́ (кит. упр. 胶莱河, буквально: «Цзяо[чжоу]-Лай[чжоу]ский водный путь») — водная система в китайской провинции Шаньдун.

## История
Когда в XIII веке хан Хубилай основал империю Юань и начал строить её столицу Ханбалык, то Великий канал Китая ещё не заходил так далеко на север, и стояла проблема снабжения новой столицы зерном с юга. Зерно доставлялась на баржах с плохими мореходными качествами, и чтобы уменьшить риск потерь продовольствия при обходе Шаньдунского полуострова и сократить время на транспортировку зерна, было решено проложить водный путь через основание полуострова.
В 1280 году по императорскому повелению начались работы по углублению реки Цзяошуй, впадающей в Бохайский залив и соединению её истоков с реками, текущими к южному побережью Шаньдунского полуострова. В 1282 году южные и северные речные пути были соединены в единую систему, и в 1283 году по Цзяолайхэ прошли первые суда, а в 1285 году число проведённых судов превысило тысячу. Однако в 1289 году использование этого водного пути прекратилось.
Во времена империи Мин в 1541 году вновь начались работы по всестороннему углублению и обводнению Цзяолайхэ, в эту водную систему были направлены воды многих местных рек. Однако после устранения угрозы нападений пиратов-вокоу этот водный путь снова был заброшен. Во времена империи Цин и Китайской республики вновь и вновь появлялись идеи возобновить использование этого водного пути, но они так и не доходили до реализации.

## География
В настоящее время Цзяолайхэ состоит из двух участков: северного и южного. Северный участок (обозначаемый на русских картах как «река Цзяолайхэ») имеет протяжённость около 100 км, он начинается на территории Гаоми, откуда воды текут на северо-запад и север, впадая в Бохайский залив на территории Чанъи. Южный участок, обозначаемый на китайских картах как «река Наньцзяолайхэ» (南胶莱河, «Южная Цзяолайхэ»), а на русских — как «река Юньлянхэ», имеет длину около 30 км, здесь воды текут на юго-восток и юг сквозь территорию Цзяочжоу, и впадают в реку Дагухэ, которая сама впадает в бухту Цзяочжоу.
Направление течения на месте условного соединения южного и северного участков зависит от текущего состояния наполненности водой местных рек.